# Андреј Биценко
Андреј Васиљевич Биценко (рус. Андрей Васильевич Биценко; Курск, 17. октобар 1886 — Кливленд, 1985) био је руски уметник, сликар и фрескописац између два светска рата. У Србију је дошао након Октобарске револуције, а од 1924. године је у Београду. Осликао је многе цркве и храмове по Србији и шире а посебно Цркву Ружицу на Калемегдану.

## Биографија
Биценко је рођен у граду Курск, Курска област, у Русији 17. октобра 1886. године. Нема много података о његовом детињству. Познато је да је уметничке образовање започео у Уметничкој школи у Кијеву, а завршио у Царској академији ликовних уметности Петрограду. Школовање је завршио 1913. године, у Царској уметничкој академији у Кијеву. Већ следеће године добија прву награду на изложби слика у Кијеву, за дело „Јасен“. Касније похађа и школу вајарства и архитектуре у Москви. У два маха је излагао у Великом париском салону.
Ускоро избија Октобарска револуција и Андреј је приморан да емигрира из Русије. Са трупама генерала Дењикина се повлачи и једно време живи на острву Лемнос.
Од 1920. године борави у Краљевини Срба, Хрвата и Словенаца и настањује се у Зрењанину. Главни просветни савет га 1922. године уврштава у ред хонорарних наставника, квалификованих за рад у средњој школи. Ту наставља са уметничким радом и запошљава се од септембра 1922. године, као стални хонорарни наставник сликања у Српској великој гимназији. После четири године Андреј се пресељава у Београд где ће остати до одласка у САД 1951. године. Тих година почиње и најплоднији рад Биценка, који осим портрета осликава и векики број храмова СПЦ широм Србије. Када је 1935. године изабран за осликавање православне цркве у Смедереву, то је изазвало велику буру међу српским иконописцима. Свој глас је јавно дигло и Удружење ликовних уметника у Београду, изражавајући сумњу у његово умеће. Андреј је за фреску преношења моштију Св. Луке искористио скицу коју му је дао Урош Предић. Међутим, када је 1936. године након 10 месеци завршио свој рад, Рус се доказао као велики уметник.
Учестовао је априла 1939. године на Другој периодичној изложби руских уметника у Београду. Пажњу су привлачили његови приморски и алпски мотиви, пејзажи: "Дубровник", "Раб", "Блед" и "Триглавско језеро". На предлог Министра правде, Краљ му 1940. године додељује Орден Орден југословенске круне IV реда. После Другог светског рата када на власт у Србији долази КПЈ Биценко је приморан да по други пит емигрира. Овога пута одлази у Америку где живи на више места, укључујиући Кливленд, Филаделфију и Њујорк. Свој уметнички рад је наставио и у новој средини фрескопишући храмове православних цркава у САД.
Не зна се много о његовим последњим годинама живота. По неким подацима умро је у Њујорку 1985. године, у 99-ој години.

## Познатији радови
Биценко је оставио велики број дела иза себе. Поред фресака које је сликао широм Београда и Србије, урадио је и много портрета. Најпознатији портрет код нас је портрет краља Александра Карађорђевића који се чува у Панчеву.

### Иконостаси
- Црква у манастиру Роману[6]
- Црква у Крагујевцу
- Црква у Блацу
- Спомен-капела на врху Ртња (заједно са колегом, Русом Колесниковим) 1934. године[7]
- Црква Светог Апостола Вартоломеја у Малом Орашју код Смедерева

### Фреске
- Вазнесењска црква у Београду, 1937. године
- Црква Ружица на Калемегдану
- Црква Светог Георгија у Бежанији
- Црква Свете Тројице у Земуну
- Црква Светог Георгија у Смедереву, 1936. године
- Црква Светог Пророка Јеремије у Врбовцу код Смедерева
- Цркве у Костолцу (Тодићева), Великој Плани и Шапцу
- Цркве у Зрењанину и Пријепољу
- Саборна црква у Лесковцу
- Црква Рођења Пресвете Богородице у Новацима
- Црква Успења Пресвете Богородице у Ратарима

У Сједињеним Америчким Државама:
- Црква Светог Николе у Филаделфији
- Цркве у Кливленду и Њујорку

Од поменутих дела треба издвојити фреску Исусова беседа Апостолима на западном зиду цркве Ружице, где је Биценко поред фигура Апостола насликао и краља Петра Првог, руског цара Николаја Романова и малог принца Александра Карађорђевића.
Такође, треба споменути и фреску у Храму Рођења Пресвете Богородице у Новацима коју је Биценко насликао 1934. године, испод које је оставио и свој потпис и годину сликања. На овој композицији приказана је позната сцена Исусовог проласка кроз класје на Суботњи дан. На фрески доминира жута боја класја и једна је од ретких композиција у српским црквама.